# 佛字湾摩崖石刻
佛字湾摩崖石刻，是位于中華人民共和國山西省大同市平城区马军营街道小站村西1.7公里处、十里河北岸、通往云冈石窟景区的旅游公路北侧山崖上的一处摩崖石刻。石刻两米见方，为一阴刻的楷书“佛”字，朝向东南方向，笔法方正有力。石刻本来约高出地面5米，近年因加高公路路面，石刻变得低矮了些。1981年2月24日，佛字湾摩崖石刻入选第二批大同市文物保护单位名单。据考，佛字湾摩崖石刻为清代文物。也有说法称其为辽代所作。
民间对佛字湾“佛”字石刻来源的传说有很多。一种说法是，康熙皇帝在大同游玩时，听说“蛤蟆湾”（佛字湾的原名）附近的李家坟地里晚上有亮光，还有笙乐作响，有时还有金龙在湾里游动，康熙害怕此处要有“真龙天子”出世，于是御题“佛”字，令工匠刻在石壁上，从而镇住李家的风水，后来果然不再有音乐声，此处也没有出威胁清王朝的人物。 另外一种说法把康熙皇帝改成了康熙的六皇子，到大同游玩改成了去归化（今呼和浩特），路过大同，夜宿青磁窑，情节大体类似。还有说法是，这里是观音堂的遗址，观音堂几经战乱，屡次迁址，后来迁址到东面，西侧只留下了一处“佛”字。